# Morti il 13 luglio
| Questa pagina contiene informazioni ricavate automaticamente dalle voci biografiche con l'ausilio del template Bio e di un bot. L'aggiornamento è periodico e automatico e ricostruisce completamente la pagina. Se manca una persona in questa lista, sei pregato di non aggiungerla, ma accertati piuttosto che la sua voce biografica contenga il template Bio e che i dati anagrafici siano correttamente compilati. Se il template Bio manca, inseriscilo tu stesso o, in alternativa, metti l'avviso {{tmp\|Bio}} che ne segnala la mancanza. Se i dati riportati sono sbagliati, correggi direttamente la voce biografica; le modifiche saranno visibili in questa lista entro pochi giorni. Per chiarimenti vedi il progetto biografie. La lista contiene solo le 521 persone che sono citate nell'enciclopedia e per le quali è stato implementato correttamente il template Bio. Pagina aggiornata al 17 ago 2025. |

## VI secolo(1)
- 574 - Papa Giovanni III, papa e vescovo

## VIII secolo(1)
- 716 - Rui Zong, imperatore cinese (n. 662)

## X secolo(9)
- 939 - Papa Leone VII, papa, vescovo e cardinale italiano
- 945 - Herluin de Montreuil, conte franco
- 982 - Abu l-Qasim Ali, generale arabo
- 982 - Atenolfo, condottiero longobardo
- 982 - Bertoldo I di Brisgovia, nobile tedesco (n. 933)
- 982 - Burcardo IV di Hassegau, nobile tedesco (n. 942)
- 982 - Landolfo IV di Benevento, principe longobardo (n. 955)
- 982 - Günther di Merseburgo, nobile tedesco (n. 949)
- 982 - Pandolfo II di Salerno, principe longobardo

## XI secolo(2)
- 1024 - Enrico II il Santo, re e santo tedesco (n. 973)
- 1061 - Beatrice I di Quedlinburg, badessa tedesca (n. 1037)

## XII secolo(2)
- 1105 - Rashi, rabbino e mistico francese (n. 1040)
- 1126 - Cecilia di Normandia, nobile normanna

## XIII secolo(4)
- 1205 - Hubert Walter, vescovo cattolico e politico inglese
- 1253 - Amedeo IV di Savoia, nobile (n. 1197)
- 1260 - Burkhard von Hornhausen
- 1275 - Giovanni da Toledo, cardinale inglese

## XIV secolo(5)
- 1357 - Bartolo da Sassoferrato, giurista italiano (n. 1314)
- 1361 - Pierre Bertrand, vescovo cattolico e cardinale francese (n. 1299)
- 1369 - Giovanni X di Alessandria, vescovo cristiano orientale siriano
- 1380 - Bertrand du Guesclin, generale francese (n. 1320)
- 1399 - Peter Parler, architetto tedesco

## XV secolo(6)
- 1402 - Jianwen, imperatore cinese (n. 1377)
- 1446 - Caterina di Valois, nobile (n. 1428)
- 1447 - Costanza da Varano, poetessa italiana (n. 1428)
- 1461 - Giovanni Rocco de' Porzi, religioso italiano (n. 1389)
- 1471 - Ulrico II di Meclemburgo-Stargard, duca
- 1491 - Alfonso d'Aviz, principe (n. 1475)

## XVI secolo(7)
- 1501 - Margherita di Sassonia, principessa (n. 1449)
- 1531 - Luigi di Brézé, nobile francese (n. 1463)
- 1551 - John Wallop, nobile, militare e diplomatico inglese
- 1565 - Asdrubale de' Medici, condottiero italiano
- 1566 - Thomas Hoby, diplomatico e traduttore inglese (n. 1530)
- 1568 - William Turner, medico, naturalista e presbitero britannico (n. 1508)
- 1593 - Gabriel de Zayas, politico spagnolo (n. 1526)

## XVII secolo(23)
- 1607 - Carlo Antonio Dal Pozzo, arcivescovo cattolico e giurista italiano (n. 1547)
- 1611 - Sanada Masayuki, militare giapponese (n. 1547)
- 1615 - Fulvio Gonzaga, condottiero e militare italiano (n. 1558)
- 1617 - Adamo Venceslao di Teschen, duca (n. 1574)
- 1620 - Guglielmo Luigi di Nassau-Dillenburg, conte (n. 1560)
- 1621 - Alberto d'Austria, cardinale e arcivescovo cattolico austriaco (n. 1559)
- 1626 - Robert Sidney, I conte di Leicester, mecenate e poeta inglese (n. 1563)
- 1628 - Robert Shirley, nobile, avventuriero e diplomatico inglese (n. 1581)
- 1629 - Caspar Bartholin il Vecchio, medico e umanista danese (n. 1585)
- 1630 - Giovanni Battista Deti, cardinale e vescovo cattolico italiano (n. 1580)
- 1630 - Matteo Zaccolini, pittore, presbitero e matematico italiano (n. 1574)
- 1640 - Enrico Casimiro I di Nassau-Dietz, conte (n. 1612)
- 1640 - Oniniwa Tsunamoto, militare giapponese (n. 1549)
- 1645 - Marie de Gournay, scrittrice e filosofa francese (n. 1565)
- 1656 - Maria Apollonia di Savoia, religiosa italiana (n. 1594)
- 1672 - Henry Cooke, compositore, attore teatrale e cantore britannico (n. 1616)
- 1683 - Arthur Capell, I conte di Essex, nobile inglese (n. 1631)
- 1683 - Luigi Giulio di Savoia, militare italiano (n. 1660)
- 1688 - Domenico Marchetti, anatomista, chirurgo e medico italiano (n. 1626)
- 1693 - Cataldo Amodei, compositore italiano (n. 1649)
- 1693 - Hendrik Trajectinus, Conte di Solms, militare danese (n. 1636)
- 1697 - Francesco III Sforza di Caravaggio, nobile italiano
- 1698 - Charles Somerset, marchese di Worcester, nobile inglese (n. 1660)

## XVIII secolo(17)
- 1708 - Leopoldo Ignazio di Dietrichstein, nobile austriaco (n. 1660)
- 1712 - Isaac de Porthau, abate, militare e agente segreto francese (n. 1617)
- 1716 - Antonio Zucchelli, missionario, viaggiatore e scrittore italiano (n. 1663)
- 1721 - William Villiers, II conte di Jersey, nobile inglese (n. 1682)
- 1734 - Ellis Wynne, presbitero e scrittore gallese (n. 1671)
- 1755 - Edward Braddock, generale britannico (n. 1695)
- 1759 - Carlo Amedeo Salmatoris, nobiluomo italiano (n. 1688)
- 1761 - Tokugawa Ieshige, militare giapponese (n. 1712)
- 1762 - James Bradley, astronomo inglese (n. 1693)
- 1774 - Otto von Münchhausen, botanico tedesco (n. 1716)
- 1775 - Luigi Carlo di Borbone, nobile e militare francese (n. 1701)
- 1777 - Guillaume Coustou, il Giovane, scultore francese (n. 1716)
- 1787 - Ignazio Cirri, compositore, organista e presbitero italiano (n. 1711)
- 1793 - Jean-Paul Marat, politico, medico e giornalista francese (n. 1743)
- 1794 - Josse-François-Joseph Benaut, organista, clavicembalista e compositore belga (n. 1741)
- 1794 - James Lind, medico scozzese (n. 1716)
- 1799 - Jean René César de Saint-Julien de Chabon, ammiraglio francese (n. 1752)

## XIX secolo(64)
- 1801 - Manuel Antonio de Emparán y Orbe, militare spagnolo (n. 1754)
- 1801 - José de Ezquerra y Guirior, militare spagnolo (n. 1756)
- 1801 - Martín Álvarez Galán, militare spagnolo (n. 1766)
- 1807 - Johann III Bernoulli, matematico svizzero (n. 1744)
- 1807 - Enrico Benedetto Stuart, arcivescovo cattolico, cardinale e militare britannico (n. 1725)
- 1808 - Kabakçı Mustafa, militare e politico ottomano (n. 1770)
- 1811 - Pierre Laujon, paroliere e drammaturgo francese (n. 1727)
- 1814 - Étienne Morel de Chédeville, drammaturgo e librettista francese (n. 1751)
- 1816 - Johann Carl Friedrich Dauthe, architetto tedesco (n. 1746)
- 1816 - Jean Louis Delmotte, ammiraglio francese (n. 1752)
- 1820 - Mademoiselle Montansier, attrice teatrale e impresaria teatrale francese (n. 1730)
- 1821 - Pedro Juan Caballero, politico paraguaiano (n. 1786)
- 1823 - Carminantonio Lippi, mineralogista, geologo e vulcanologo italiano (n. 1760)
- 1831 - Wilhelm Christian Müller, musicista, insegnante e viaggiatore tedesco (n. 1752)
- 1831 - Giuseppe de Thurn, militare, imprenditore e banchiere austriaco (n. 1760)
- 1836 - Henry Agar-Ellis, II visconte Clifden, politico irlandese (n. 1761)
- 1837 - Domenico Scinà, fisico e storico italiano (n. 1764)
- 1839 - Raghunatha Tondaiman II, sovrano (n. 1798)
- 1840 - Carlotta Federica di Meclemburgo-Schwerin, principessa danese (n. 1784)
- 1842 - Ferdinando Filippo d'Orléans, generale francese (n. 1810)
- 1854 - Johann Christian August Clarus, anatomista e chirurgo tedesco (n. 1774)
- 1854 - José María Vargas, politico venezuelano (n. 1786)
- 1855 - Gaspare Benso, magistrato, avvocato e politico italiano (n. 1793)
- 1855 - Alexandrine de Bleschamp, nobile francese (n. 1778)
- 1859 - Giorgio Regnoli, chirurgo italiano (n. 1797)
- 1861 - Fanny Corri-Paltoni, soprano britannica (n. 1801)
- 1864 - Henryk Dembiński, generale polacco (n. 1791)
- 1864 - Mary FitzClarence, scrittrice inglese (n. 1798)
- 1864 - Julius August Christoph Zech, astronomo e matematico tedesco (n. 1821)
- 1867 - Carlo Bernardo Mosca, ingegnere, architetto e politico italiano (n. 1792)
- 1868 - Carlo Sereni, ingegnere e matematico italiano (n. 1786)
- 1869 - Carl Roesner, architetto austriaco (n. 1804)
- 1870 - Clelia Barbieri, religiosa italiana (n. 1847)
- 1870 - Johan Fredrik Eckersberg, pittore norvegese (n. 1822)
- 1870 - Christian Albrecht Jensen, pittore danese (n. 1792)
- 1872 - Eugen Rosshirt, ginecologo tedesco (n. 1795)
- 1873 - Carlo A-Valle, scrittore e storico italiano (n. 1815)
- 1873 - Samuel Jurkovič, pedagogo e attivista slovacco (n. 1796)
- 1873 - Angelo Piola Caselli, generale italiano (n. 1819)
- 1874 - Pier Carlo Leoni, storico italiano (n. 1812)
- 1874 - Agnes Strickland, scrittrice e storica inglese (n. 1796)
- 1876 - Karl von der Gröben, generale prussiano (n. 1788)
- 1877 - Wilhelm Emmanuel von Ketteler, vescovo cattolico, teologo e politico tedesco (n. 1811)
- 1881 - John Clifford Pemberton, generale statunitense (n. 1814)
- 1882 - Johnny Ringo, pistolero e criminale statunitense (n. 1850)
- 1883 - Adolf Christen, regista teatrale tedesco (n. 1811)
- 1883 - Ranavalona II, regina malgascia (n. 1829)
- 1883 - Prospero Richelmy, nobile, ingegnere idraulico e docente italiano (n. 1813)
- 1885 - Luigi Barbiano di Belgioioso, politico italiano (n. 1803)
- 1885 - Augusto Vera, filosofo e politico italiano (n. 1813)
- 1886 - William Hillebrand, botanico e medico tedesco (n. 1821)
- 1886 - Clara Maffei, patriota italiana (n. 1814)
- 1887 - Elme Marie Caro, filosofo francese (n. 1826)
- 1889 - Robert Hamerling, poeta e scrittore austriaco (n. 1830)
- 1890 - John Charles Frémont, generale, politico e botanico statunitense (n. 1813)
- 1890 - Johann Voldemar Jannsen, giornalista e poeta estone (n. 1819)
- 1891 - Shibata Zeshin, pittore e incisore giapponese (n. 1807)
- 1893 - Ferdinando Maria Baccilieri, presbitero italiano (n. 1821)
- 1893 - Henri Maus, ingegnere belga (n. 1808)
- 1893 - Tȟašúŋke Kȟokípȟapi, condottiero nativo americano (n. 1830)
- 1895 - Marino Froncini, patriota, politico e educatore italiano (n. 1821)
- 1896 - Friedrich August Kekulé von Stradonitz, chimico tedesco (n. 1829)
- 1897 - Gregorio II Youssef-Sayour, patriarca cattolico egiziano (n. 1823)
- 1900 - Joseph-Siméon Favre, pittore e etnomusicologo italiano (n. 1859)

## XX secolo(250)
- 1901 - Alexander von Bülow, politico tedesco (n. 1829)
- 1901 - Peter Jackson, pugile australiano (n. 1861)
- 1901 - Marcos Morínigo, politico paraguaiano (n. 1848)
- 1902 - Jesús Fructuoso Contreras, scultore messicano (n. 1866)
- 1902 - Emanuel Herrmann, economista austriaco (n. 1839)
- 1902 - Angelo Spera, magistrato, avvocato e politico italiano (n. 1819)
- 1903 - Benjamin von Kállay, politico e traduttore ungherese (n. 1839)
- 1907 - Jacques-Joseph Grancher, pediatra francese (n. 1843)
- 1907 - Heinrich Kreutz, astronomo tedesco (n. 1854)
- 1907 - Henrik Sillem, tiratore a segno olandese (n. 1866)
- 1907 - Matilde Augusta di Urach, principessa tedesca (n. 1854)
- 1909 - Jules-Clément Chaplain, scultore e medaglista francese (n. 1839)
- 1910 - Enrico dell'Acqua, imprenditore italiano (n. 1851)
- 1910 - Grigorij Sergeevič Stroganov, nobile e politico russo (n. 1829)
- 1911 - John Gathorne-Hardy, II conte di Cranbrook, politico inglese (n. 1839)
- 1911 - Gaetano Zinetti, direttore d'orchestra italiano (n. 1873)
- 1912 - Marc-Emile Ruchet, politico svizzero (n. 1853)
- 1914 - Charles Buls, politico belga (n. 1837)
- 1914 - Francis Egerton, III conte di Ellesmere, nobile e ufficiale inglese (n. 1847)
- 1914 - Gian Pietro Lucini, poeta, scrittore e critico letterario italiano (n. 1867)
- 1914 - Joan Röell, politico e avvocato olandese (n. 1844)
- 1915 - Richard Mohun, diplomatico e esploratore statunitense (n. 1865)
- 1916 - Nicolae Teclu, chimico e architetto rumeno (n. 1839)
- 1917 - James Dwight, tennista statunitense (n. 1852)
- 1918 - Karl Wilhelm Lorenz, astronomo e matematico tedesco (n. 1886)
- 1919 - Jashwant Singh II, principe indiano (n. 1864)
- 1920 - Albert Zürner, tuffatore tedesco (n. 1890)
- 1921 - Emily Davies, attivista e educatrice britannica (n. 1830)
- 1921 - Gabriel Lippmann, fisico francese (n. 1845)
- 1921 - Emil Pfeiffer, medico tedesco (n. 1846)
- 1922 - Rosa Bloch, politica e attivista svizzera (n. 1880)
- 1923 - Louis Ganne, compositore e direttore d'orchestra francese (n. 1862)
- 1924 - Vittorio Lollini, avvocato e politico italiano (n. 1860)
- 1924 - Alfred Marshall, economista inglese (n. 1842)
- 1924 - Maurice-Henri Weil, storico francese (n. 1845)
- 1926 - Mariano de Jesús Euse Hoyos, presbitero colombiano (n. 1845)
- 1927 - Mimar Kemaleddin, architetto turco (n. 1870)
- 1927 - Izydor Lotto, violinista e docente polacco (n. 1840)
- 1927 - Lars Romell, micologo svedese (n. 1854)
- 1929 - Umberto Barozzi, velocista italiano (n. 1881)
- 1930 - Joseph Anglade, saggista, filologo e insegnante francese (n. 1868)
- 1930 - Enrico Griffith, attivista italiano (n. 1906)
- 1930 - Adolfo Padovan, scrittore italiano (n. 1869)
- 1930 - Ludwig Stein, filosofo, sociologo e giornalista ungherese (n. 1859)
- 1931 - Tor Hedberg, scrittore svedese (n. 1862)
- 1932 - Jack Henderson, calciatore nordirlandese (n. 1844)
- 1932 - Dīmītrios Pappoulias, giurista greco (n. 1878)
- 1934 - José Santos Chocano, poeta, scrittore e diplomatico peruviano (n. 1875)
- 1934 - Fritz Graebner, etnologo tedesco (n. 1877)
- 1934 - Kate Sheppard, attivista britannica (n. 1848)
- 1935 - Gaetano Fazzari, matematico italiano (n. 1856)
- 1935 - Rafael Masó i Valentí, architetto spagnolo (n. 1880)
- 1936 - Cavour Beduschi, ingegnere e politico italiano (n. 1860)
- 1936 - José Calvo Sotelo, giurista e politico spagnolo (n. 1893)
- 1936 - Fatma Aliye Topuz, scrittrice turca (n. 1862)
- 1937 - Mychajlo L'vovyč Bojčuk, pittore ucraino (n. 1882)
- 1937 - Emmett Dalton, scrittore, attore e pistolero statunitense (n. 1871)
- 1937 - Victor Laloux, architetto francese (n. 1850)
- 1937 - Evgenij Alekseevič Preobraženskij, rivoluzionario, economista e sociologo sovietico (n. 1886)
- 1937 - Eleanor Elkins Widener, filantropa statunitense (n. 1861)
- 1938 - Mario Cenzi, militare e aviatore italiano (n. 1912)
- 1938 - Bruno Cesana, militare e aviatore italiano (n. 1910)
- 1938 - Tullio Giannotti, militare italiano (n. 1891)
- 1938 - Antonio Grassi, militare italiano (n. 1897)
- 1938 - Arthur Hotaling, regista e produttore cinematografico statunitense (n. 1873)
- 1938 - Emil Kirdorf, imprenditore tedesco (n. 1847)
- 1938 - Carlo Lenci, militare italiano (n. 1898)
- 1939 - William Tritschler, ginnasta e multiplista statunitense (n. 1873)
- 1941 - Eduard Norden, filologo classico e storico delle religioni tedesco (n. 1868)
- 1942 - W. C. Robinson, attore statunitense (n. 1873)
- 1942 - Joaquín Sánchez de Toca Calvo, politico spagnolo (n. 1852)
- 1943 - Marianna Biernacka, beata polacca (n. 1888)
- 1943 - Kurt Huber, antifascista tedesco (n. 1893)
- 1943 - Shunji Isaki, ammiraglio giapponese (n. 1892)
- 1943 - Ivan Goran Kovačić, scrittore, giornalista e partigiano croato (n. 1913)
- 1943 - Mario Mona, militare italiano (n. 1893)
- 1943 - John Dering Nettleton, militare e aviatore sudafricano (n. 1917)
- 1943 - Francesco Rossi, prefetto e politico italiano (n. 1868)
- 1943 - Antonio Santangelo Fulci, militare italiano (n. 1922)
- 1943 - Alexander Schmorell, antifascista tedesco (n. 1917)
- 1943 - Domenico Tumiati, scrittore e drammaturgo italiano (n. 1874)
- 1944 - Arturo Bendini, politico italiano (n. 1891)
- 1944 - Albert Cadwell, calciatore inglese (n. 1900)
- 1944 - Germano Jori, partigiano italiano (n. 1904)
- 1944 - Fosco Montini, carabiniere e partigiano italiano (n. 1922)
- 1945 - Emmanuel Bove, scrittore francese (n. 1898)
- 1945 - Oreste Cimoroni, prefetto e politico italiano (n. 1890)
- 1945 - Joachim Hamann, militare tedesco (n. 1913)
- 1945 - Alla Nazimova, attrice russa (n. 1879)
- 1946 - Alfred Stieglitz, fotografo e gallerista statunitense (n. 1864)
- 1947 - David Samanez Ocampo, politico peruviano (n. 1886)
- 1947 - Marcel Varnel, regista francese (n. 1894)
- 1948 - Matteo Gay, politico italiano (n. 1879)
- 1949 - Teun Beijnen, canottiere olandese (n. 1899)
- 1949 - Walt Kuhn, pittore e fumettista statunitense (n. 1877)
- 1950 - Zekiye Sultan, principessa ottomana (n. 1872)
- 1951 - Claudio Mastellari, pilota motociclistico italiano (n. 1915)
- 1951 - Arnold Schönberg, compositore e pittore austriaco (n. 1874)
- 1954 - Jacques Edwin Brandenberger, chimico svizzero (n. 1872)
- 1954 - Frida Kahlo, pittrice messicana (n. 1907)
- 1954 - John Perkins, politico e giornalista australiano (n. 1878)
- 1955 - Ruth Ellis, criminale britannica (n. 1926)
- 1955 - Roderich Fick, architetto tedesco (n. 1886)
- 1955 - Antonio Mosconi, politico italiano (n. 1866)
- 1955 - Stanley Price, attore statunitense (n. 1892)
- 1956 - Alberto De Martino, politico italiano (n. 1882)
- 1956 - Roberto Paribeni, archeologo, storico e museologo italiano (n. 1876)
- 1958 - Badlishah di Kedah, sovrano malese (n. 1894)
- 1958 - Maurice Caullery, biologo francese (n. 1868)
- 1958 - Mario Jannelli, avvocato e politico italiano (n. 1892)
- 1959 - Franco Pastorino, attore italiano (n. 1933)
- 1959 - Herb Trube, mezzofondista statunitense (n. 1886)
- 1960 - Anna Blaman, poetessa e scrittrice olandese (n. 1905)
- 1960 - Jozef Cíger-Hronský, scrittore slovacco (n. 1896)
- 1960 - Corrado Graziadei, politico italiano (n. 1893)
- 1960 - Dennis Westcott, calciatore inglese (n. 1917)
- 1961 - Alan Marshal, attore australiano (n. 1909)
- 1962 - Kurt Metzner, giurista, editore e diplomatico tedesco (n. 1895)
- 1963 - Domenico De Bernardi, pittore italiano (n. 1892)
- 1963 - Martin Munkácsi, fotografo ungherese (n. 1896)
- 1963 - Carlos Manuel Rodríguez Santiago, beato portoricano (n. 1918)
- 1963 - Albert Steffen, scrittore, poeta e drammaturgo svizzero (n. 1884)
- 1963 - Jack Wagner, sceneggiatore statunitense (n. 1891)
- 1964 - Kurt Diebner, fisico tedesco (n. 1905)
- 1964 - Per Jespersen, ginnasta norvegese (n. 1888)
- 1965 - Enrico Crespi, poeta e disegnatore italiano (n. 1877)
- 1965 - Laureano Gómez Castro, politico colombiano (n. 1889)
- 1966 - Beatrice di Sassonia-Coburgo-Gotha, principessa inglese (n. 1884)
- 1966 - Reino Ragnar Lehto, politico e funzionario finlandese (n. 1898)
- 1967 - Ethel Percy Andrus, docente statunitense (n. 1884)
- 1967 - Mario Gianni, calciatore e allenatore di calcio italiano (n. 1902)
- 1967 - Tommy Lucchese, mafioso italiano (n. 1899)
- 1967 - Tom Simpson, ciclista su strada e pistard britannico (n. 1937)
- 1968 - Henry Noel Marryat Hardy, militare inglese (n. 1884)
- 1968 - William Jordan, canottiere statunitense (n. 1898)
- 1968 - Jess Lapid, attore e produttore cinematografico filippino (n. 1933)
- 1968 - Enea Zuffi, calciatore italiano (n. 1889)
- 1968 - Galvano della Volpe, nobile italiano (n. 1895)
- 1969 - Bobby Barclay, calciatore inglese (n. 1906)
- 1969 - Geoffrey Carr, canottiere britannico (n. 1886)
- 1969 - Bess Meredyth, sceneggiatrice, attrice e regista statunitense (n. 1890)
- 1970 - Roger Edens, compositore statunitense (n. 1905)
- 1970 - Leslie Groves, generale statunitense (n. 1896)
- 1970 - John Edward Mellish, astronomo statunitense (n. 1886)
- 1970 - Klara Milch, nuotatrice austriaca (n. 1891)
- 1970 - Arthur C. Miller, direttore della fotografia statunitense (n. 1895)
- 1970 - Adolfo Quintieri, avvocato e politico italiano (n. 1887)
- 1970 - Sheng Shicai, generale e politico cinese (n. 1897)
- 1971 - Harry Dénis, calciatore olandese (n. 1896)
- 1971 - Jacques Leclercq, politico, teologo e sociologo belga (n. 1891)
- 1971 - Francesco Giuseppe di Thurn und Taxis, principe (n. 1893)
- 1973 - Willy Fritsch, attore e cantante tedesco (n. 1901)
- 1973 - Louis Mistral, calciatore francese (n. 1900)
- 1973 - Marțian Negrea, compositore rumeno (n. 1893)
- 1973 - Giulio Scarnicci, sceneggiatore italiano (n. 1913)
- 1974 - Patrick Maynard Stuart Blackett, fisico britannico (n. 1897)
- 1974 - Antonietta Capelli, psichiatra e mistica italiana (n. 1896)
- 1974 - Cristiano di Schaumburg-Lippe, principe tedesco (n. 1898)
- 1974 - Emil Kutterer, calciatore tedesco (n. 1898)
- 1974 - Marthe Vinot, attrice francese (n. 1894)
- 1974 - Adolf Lukas Vischer, medico svizzero (n. 1884)
- 1975 - Judith Graham Pool, scienziata statunitense (n. 1919)
- 1976 - Max Butting, compositore tedesco (n. 1888)
- 1976 - William Hawi, politico e imprenditore libanese (n. 1908)
- 1976 - Herminio Martínez Álvarez, calciatore spagnolo (n. 1896)
- 1976 - Nikolaj Vladimirovič Ėkk, regista cinematografico sovietico (n. 1902)
- 1977 - Carl Gustav von Rosen, aviatore e mercenario svedese (n. 1909)
- 1977 - Fernando Vandelli, martellista italiano (n. 1907)
- 1978 - Enzo Maggio, attore e comico italiano (n. 1902)
- 1978 - Oliver Messel, scenografo inglese (n. 1904)
- 1978 - George Reader, calciatore e arbitro di calcio inglese (n. 1896)
- 1979 - Italo Defendi, calciatore e allenatore di calcio italiano (n. 1895)
- 1979 - Corinne Griffith, attrice, produttrice cinematografica e scrittrice statunitense (n. 1894)
- 1979 - Amedeo Grillo, pugile italiano (n. 1901)
- 1979 - Juraj Neidhardt, architetto e urbanista jugoslavo (n. 1901)
- 1979 - Antonio Varisco, carabiniere italiano (n. 1927)
- 1980 - Juan García Oliver, rivoluzionario e anarchico spagnolo (n. 1902)
- 1980 - Seretse Khama, politico botswano (n. 1921)
- 1981 - Martin Hurson, rivoluzionario irlandese (n. 1956)
- 1982 - John Alexander, attore statunitense (n. 1897)
- 1982 - Joe Maca, calciatore belga (n. 1920)
- 1983 - Antonio Amantea, generale e aviatore italiano (n. 1894)
- 1983 - Paulo Innocenti, allenatore di calcio e calciatore brasiliano (n. 1902)
- 1983 - Giuseppina Pastori, biologa e fisica italiana (n. 1891)
- 1983 - Dolores Prato, scrittrice e poetessa italiana (n. 1892)
- 1983 - Vitale Robaldo, politico italiano (n. 1936)
- 1983 - Gabrielle Roy, scrittrice e insegnante canadese (n. 1909)
- 1983 - Pasquale Specchio, politico italiano (n. 1914)
- 1984 - Werner Abegg, dirigente d'azienda, mecenate e collezionista d'arte svizzero (n. 1903)
- 1984 - John Davis, sollevatore statunitense (n. 1921)
- 1984 - Volfango Polverelli, avvocato e imprenditore italiano (n. 1911)
- 1984 - Pina Renzi, attrice italiana (n. 1901)
- 1985 - Jimmy Baldwin, allenatore di calcio e calciatore inglese (n. 1922)
- 1985 - Charles K. Bliss, ingegnere chimico e semiologo ucraino (n. 1897)
- 1985 - Claudio Cassinelli, attore italiano (n. 1938)
- 1985 - Federico Norcia, scacchista italiano (n. 1904)
- 1986 - Brion Gysin, scrittore, poeta e pittore inglese (n. 1916)
- 1986 - Géza Kardos, cestista ungherese (n. 1918)
- 1986 - Edward Lipiński, economista polacco (n. 1888)
- 1987 - Maurizio Bovarini, fumettista e illustratore italiano (n. 1934)
- 1987 - Renata Cortiglioni, direttrice di coro italiana (n. 1909)
- 1988 - Gillis Andersson, calciatore svedese (n. 1912)
- 1988 - Franco Dacquati, pittore e scultore italiano (n. 1910)
- 1988 - Phil Monroe, animatore statunitense (n. 1916)
- 1988 - Ivo Šuprina, calciatore jugoslavo (n. 1921)
- 1988 - Richard Vogt, pugile tedesco (n. 1913)
- 1988 - Amirchan Kamizovič Šomachov, scrittore e politico sovietico (n. 1910)
- 1989 - John Bryant, attore statunitense (n. 1916)
- 1989 - Abdul Rahman Ghassemlou, politico iraniano (n. 1930)
- 1989 - Arnaldo Ochoa, rivoluzionario, generale e politico cubano (n. 1930)
- 1990 - Lois Moran, attrice statunitense (n. 1909)
- 1990 - Laura Perls, psicologa e psicoterapeuta tedesca (n. 1905)
- 1991 - Jacques Geus, ciclista su strada belga (n. 1920)
- 1991 - Aldo Ghira, pallanuotista, nuotatore e imprenditore italiano (n. 1920)
- 1991 - Riccardo Lattanzi, arbitro di calcio italiano (n. 1934)
- 1992 - Giovanni Battista Breda, schermidore italiano (n. 1931)
- 1992 - Heinrich Eberbach, generale tedesco (n. 1895)
- 1992 - Antonio Marceglia, militare italiano (n. 1915)
- 1992 - Georgij Viktorovič Skrockij, fisico russo (n. 1915)
- 1992 - Alex Wojciechowicz, giocatore di football americano statunitense (n. 1915)
- 1993 - Gabriele Adani, presbitero, giornalista e saggista italiano (n. 1927)
- 1993 - Abdullah Afeef Didi, politico maldiviano (n. 1916)
- 1993 - T. V. Olsen, scrittore statunitense (n. 1932)
- 1993 - Leslie Thorne, pilota automobilistico britannico (n. 1916)
- 1994 - Eddie Boyd, pianista, chitarrista e compositore statunitense (n. 1914)
- 1994 - Anita Bärwirth, ginnasta tedesca (n. 1918)
- 1994 - Albert Decin, ciclista su strada belga (n. 1920)
- 1994 - Ján Hluchý, cestista e allenatore di pallacanestro cecoslovacco (n. 1925)
- 1994 - John Kramer, calciatore danese (n. 1934)
- 1994 - Murray Tyrrell, politico australiano (n. 1913)
- 1994 - Marik Vos-Lundh, costumista e scenografa svedese (n. 1923)
- 1994 - Olin Chaddock Wilson, astronomo statunitense (n. 1909)
- 1995 - József Bencsics, calciatore ungherese (n. 1933)
- 1995 - Erich Kulka, storico, scrittore e giornalista israeliano (n. 1911)
- 1995 - Matti Pellonpää, attore finlandese (n. 1951)
- 1996 - Pandro S. Berman, produttore cinematografico statunitense (n. 1905)
- 1996 - Gian Carlo Oli, lessicografo e linguista italiano (n. 1934)
- 1996 - Karen Simensen, pattinatrice artistica su ghiaccio norvegese (n. 1907)
- 1997 - Miguel Ángel Blanco, politico spagnolo (n. 1968)
- 1997 - Aleksandra Dionis'evna Danilova, ballerina e docente russa (n. 1903)
- 1997 - Ekaterina Kalinčuk, ginnasta sovietica (n. 1922)
- 1997 - Edi Rada, pattinatore artistico su ghiaccio austriaco (n. 1922)
- 1997 - Cesare Sermenghi, poeta, commediografo e saggista italiano (n. 1918)
- 1998 - Red Badgro, giocatore di football americano statunitense (n. 1902)
- 1998 - Kōnstantinos Kollias, politico e magistrato greco (n. 1901)
- 1998 - Gerhard Weigel, militare tedesco (n. 1908)
- 1999 - Muhammetnazar Gapurow, politico sovietico (n. 1922)
- 1999 - Josef Moc, cestista cecoslovacco (n. 1908)
- 2000 - Jan Karski, militare polacco (n. 1914)
- 2000 - Carlo Mangiù, attore e drammaturgo italiano (n. 1930)

## XXI secolo(127)
- 2001 - César López Fretes, allenatore di calcio e calciatore paraguaiano (n. 1923)
- 2001 - Luisa Ronchini, cantautrice italiana (n. 1933)
- 2002 - Yousuf Karsh, fotografo canadese (n. 1908)
- 2004 - Arthur Kane, chitarrista e bassista statunitense (n. 1949)
- 2004 - Carlos Kleiber, direttore d'orchestra tedesco (n. 1930)
- 2004 - Michio Morishima, economista e matematico giapponese (n. 1923)
- 2004 - Roger Quenolle, calciatore francese (n. 1925)
- 2005 - Enrico Bonino, poeta e scrittore italiano (n. 1922)
- 2005 - Michele Carlotto, presbitero italiano (n. 1919)
- 2006 - Red Buttons, attore e doppiatore statunitense (n. 1919)
- 2006 - Stanislao Nievo, scrittore, poeta e giornalista italiano (n. 1928)
- 2006 - Ángel Suquía Goicoechea, cardinale e arcivescovo cattolico spagnolo (n. 1916)
- 2007 - Alberto Preda, scrittore e regista italiano (n. 1951)
- 2008 - Bronisław Geremek, politico, storico e saggista polacco (n. 1932)
- 2008 - Rudolf Nafziger, calciatore tedesco (n. 1945)
- 2008 - Harry Weston, cestista britannico (n. 1928)
- 2009 - Uma Aaltonen, scrittrice, giornalista e politica finlandese (n. 1940)
- 2009 - Giuseppe Alessi, politico e centenario italiano (n. 1905)
- 2009 - Harry Källström, pilota di rally svedese (n. 1939)
- 2009 - Axel Pilmark, calciatore danese (n. 1925)
- 2009 - Beverly Roberts, attrice statunitense (n. 1914)
- 2010 - Giulio Chiesa, astista italiano (n. 1928)
- 2010 - Giuseppe De Carli, giornalista e saggista italiano (n. 1952)
- 2010 - Nino Defilippis, ciclista su strada e pistard italiano (n. 1932)
- 2010 - Alan Hume, direttore della fotografia britannico (n. 1924)
- 2010 - Pentti Linnosvuo, tiratore a segno finlandese (n. 1933)
- 2010 - Andrej Lobusov, compositore di scacchi russo (n. 1951)
- 2010 - Emilio Melón, calciatore argentino (n. 1936)
- 2010 - Abdel Kader Rabieh, cestista egiziano (n. 1958)
- 2010 - Roberto Tesouro, calciatore argentino (n. 1929)
- 2010 - Gita Vygodskaja, psicologa e pedagogista sovietica (n. 1925)
- 2011 - Raymond Beckman, calciatore statunitense (n. 1925)
- 2011 - Salvatore Dell'Utri, politico italiano (n. 1923)
- 2011 - Natale Gottardo, politico italiano (n. 1928)
- 2011 - Jerry Ragovoy, paroliere, produttore discografico e compositore statunitense (n. 1930)
- 2011 - Heinz Reincke, attore e doppiatore tedesco (n. 1925)
- 2012 - Harry Betts, compositore e trombonista statunitense (n. 1922)
- 2012 - Warren Jabali, cestista statunitense (n. 1946)
- 2012 - Sue Jacobs, giocatrice di softball e calciatrice neozelandese (n. 1950)
- 2012 - Jerzy Kulej, pugile polacco (n. 1940)
- 2012 - Alfredo Provenzali, giornalista e conduttore radiofonico italiano (n. 1934)
- 2012 - Sage Stallone, attore statunitense (n. 1976)
- 2012 - Ginny Tyler, doppiatrice statunitense (n. 1925)
- 2012 - Alessandro Zanella, editore e tipografo italiano (n. 1955)
- 2012 - Richard D. Zanuck, produttore cinematografico statunitense (n. 1934)
- 2013 - Cory Monteith, attore e cantante canadese (n. 1982)
- 2014 - Thomas Berger, scrittore statunitense (n. 1924)
- 2014 - Nadine Gordimer, scrittrice sudafricana (n. 1923)
- 2014 - Werner Lueg, mezzofondista tedesco (n. 1931)
- 2014 - Lorin Maazel, direttore d'orchestra, violinista e compositore statunitense (n. 1930)
- 2014 - Jan Nolten, ciclista su strada olandese (n. 1930)
- 2015 - Oddino Bo, politico italiano (n. 1922)
- 2015 - Alberto Busignani, storico dell'arte, poeta e editore italiano (n. 1930)
- 2015 - Girolamo Di Stolfo, attore, personaggio televisivo e pugile italiano (n. 1967)
- 2015 - Philipp Mißfelder, politico tedesco (n. 1979)
- 2015 - Roberto Pagano, clavicembalista e musicologo italiano (n. 1930)
- 2015 - Arturo Paoli, presbitero, religioso e missionario italiano (n. 1912)
- 2015 - Ildikó Schwarczenberger, schermitrice ungherese (n. 1951)
- 2015 - Joan Sebastian, cantautore messicano (n. 1951)
- 2015 - Andy Sutcliffe, pilota di Formula 1 britannico (n. 1947)
- 2015 - Martin Litchfield West, filologo classico e grecista britannico (n. 1937)
- 2015 - Eric Wrixon, tastierista britannico (n. 1947)
- 2015 - Gerhard Zwerenz, scrittore e poeta tedesco (n. 1925)
- 2016 - Héctor Babenco, regista, sceneggiatore e produttore cinematografico argentino (n. 1946)
- 2016 - Roberto Mario Fano, informatico e ingegnere italiano (n. 1917)
- 2016 - Bernardo Provenzano, mafioso italiano (n. 1933)
- 2017 - 'Abd al-Rahman bin 'Abd al-'Aziz Al Sa'ud, politico e imprenditore saudita (n. 1931)
- 2017 - Charles Bachman, informatico statunitense (n. 1924)
- 2017 - John Bernecker, attore statunitense (n. 1984)
- 2017 - Nejat Diyarbakırlı, cestista turco (n. 1928)
- 2017 - Giovanni Franzoni, teologo e scrittore italiano (n. 1928)
- 2017 - Marie-Josephine Gaudette, supercentenaria statunitense (n. 1902)
- 2017 - Norman Johnson, matematico statunitense (n. 1930)
- 2017 - Liu Xiaobo, attivista, critico letterario e scrittore cinese (n. 1955)
- 2018 - Ruggero Cara, attore italiano (n. 1948)
- 2018 - Stan Dragoti, regista statunitense (n. 1932)
- 2018 - Claudio Pieri, arbitro di calcio italiano (n. 1940)
- 2018 - Claude Seignolle, scrittore francese (n. 1917)
- 2018 - Thorvald Stoltenberg, politico norvegese (n. 1931)
- 2018 - Antônio dos Santos Nascimento, allenatore di calcio e calciatore brasiliano (n. 1939)
- 2018 - Jocelyn Vollmar, ballerina statunitense (n. 1925)
- 2019 - Richard Carter, attore e comico australiano (n. 1953)
- 2019 - Augusto Fantozzi, politico italiano (n. 1940)
- 2019 - Marcel Paterni, sollevatore francese (n. 1936)
- 2019 - Renato Sandri, politico, partigiano e saggista italiano (n. 1926)
- 2019 - Paolo Sardi, cardinale e arcivescovo cattolico italiano (n. 1934)
- 2019 - Stephen Verona, regista e sceneggiatore statunitense (n. 1940)
- 2020 - Domiziano Arcangeli, attore, modello e produttore cinematografico italiano (n. 1966)
- 2020 - Moses Costa, arcivescovo cattolico bangladese (n. 1950)
- 2020 - Hamed Dahane, calciatore marocchino (n. 1946)
- 2020 - Grant Imahara, conduttore televisivo e ingegnere statunitense (n. 1970)
- 2020 - Camilo Lorenzo Iglesias, vescovo cattolico spagnolo (n. 1940)
- 2020 - Zindzi Mandela, attivista, diplomatica e scrittrice sudafricana (n. 1960)
- 2020 - Pat Quinn, calciatore e allenatore di calcio scozzese (n. 1936)
- 2020 - Juan Carlos Uder, cestista argentino (n. 1927)
- 2021 - Antonio Barrutia, ciclista su strada, ciclocrossista e dirigente sportivo spagnolo (n. 1933)
- 2021 - Cha Gi-suk, calciatore sudcoreano (n. 1986)
- 2021 - Shirley Fry, tennista statunitense (n. 1927)
- 2021 - Aleksandr Stefanovič, regista e produttore cinematografico russo (n. 1944)
- 2022 - Rashard Anderson, giocatore di football americano statunitense (n. 1977)
- 2022 - Mario Chella, politico italiano (n. 1934)
- 2022 - Dino Claudio, scrittore e poeta italiano (n. 1931)
- 2022 - Paola Gaiotti De Biase, politica italiana (n. 1927)
- 2022 - Elda Miers, cestista paraguaiana (n. 1936)
- 2022 - Igor' Gennad'evič Naumkin, scacchista russo (n. 1965)
- 2022 - Charlotte Valandrey, attrice, cantante e scrittrice francese (n. 1968)
- 2022 - Luigi Zaimbro, ciclista su strada italiano (n. 1936)
- 2023 - Josephine Chaplin, attrice statunitense (n. 1949)
- 2023 - Carlin Glynn, attrice e cantante statunitense (n. 1940)
- 2024 - Pedro Bustos, cestista argentino (n. 1927)
- 2024 - Joseph Carrara, ciclista su strada francese (n. 1938)
- 2024 - Thomas Matthew Crooks, criminale statunitense (n. 2003)
- 2024 - Mohammed Deif, generale palestinese (n. 1965)
- 2024 - Shannen Doherty, attrice statunitense (n. 1971)
- 2024 - Ruth Hesse, mezzosoprano tedesco (n. 1936)
- 2024 - Ingrīda Latimira, politica lettone (n. 1958)
- 2024 - James B. Sikking, attore statunitense (n. 1934)
- 2024 - Richard Simmons, personaggio televisivo e scrittore statunitense (n. 1948)
- 2024 - Ilija Vălov, calciatore e allenatore di calcio bulgaro (n. 1961)
- 2024 - Enrique Wong, politico peruviano (n. 1941)
- 2024 - Dimităr Zaprjanov, judoka bulgaro (n. 1960)
- 2025 - David Adickes, scultore statunitense (n. 1927)
- 2025 - Muhammadu Buhari, politico nigeriano (n. 1942)
- 2025 - Giuseppe Caminiti, politico e medico italiano (n. 1935)
- 2025 - Dave Cousins, cantante britannico (n. 1940)
- 2025 - Tima Džebo, cestista jugoslava (n. 1963)
- 2025 - Francesco Tagliarini, politico e avvocato italiano (n. 1935)

## Senza anno specificato(3)
- ʿĀʾisha
- Poppo I di Carniola, nobile tedesco
- Aimone di Savoia, vescovo cattolico francese